# Centruroides chiapanensis
Espèce
Synonymes
- Centruroides margaritatus chiapanensis Hoffmann 1932

Centruroides chiapanensis est une espèce de scorpions de la famille des Buthidae.

## Distribution
Cette espèce est endémique du Chiapas au Mexique. Elle se rencontre vers Tuxtla Gutiérrez.

## Systématique et taxinomie
Cette espèce a été décrite sous le protonyme Centruroides margaritatus chiapanensis par Hoffmann en 1932. Elle est élevée au rang d'espèce par Armas, Beutelspacher et Martin en 1995.

## Étymologie
Son nom d'espèce, composé de chiapa[s](n) et du suffixe latin -ensis, « qui vit dans, qui habite », lui a été donné en référence au lieu de sa découverte, le Chiapas.

## Publication originale
- Hoffmann, 1932 : « Monografias para la Entomologia Medica de Mexico. Monografia num. 2. Los Scorpiones de Mexico. Segunda parte: Buthidae. » Anales del instituto de Biología de la Universidad Nacional de México, vol. 3, no 3, p. 243-361.